# مورچه‌گیرک بال‌دراز
مورچه‌گیرک بال‌دراز (نام علمی: Myrmotherula longipennis) نام یک گونه از سرده مورچه‌گیرک‌ها است.